# Quitosano

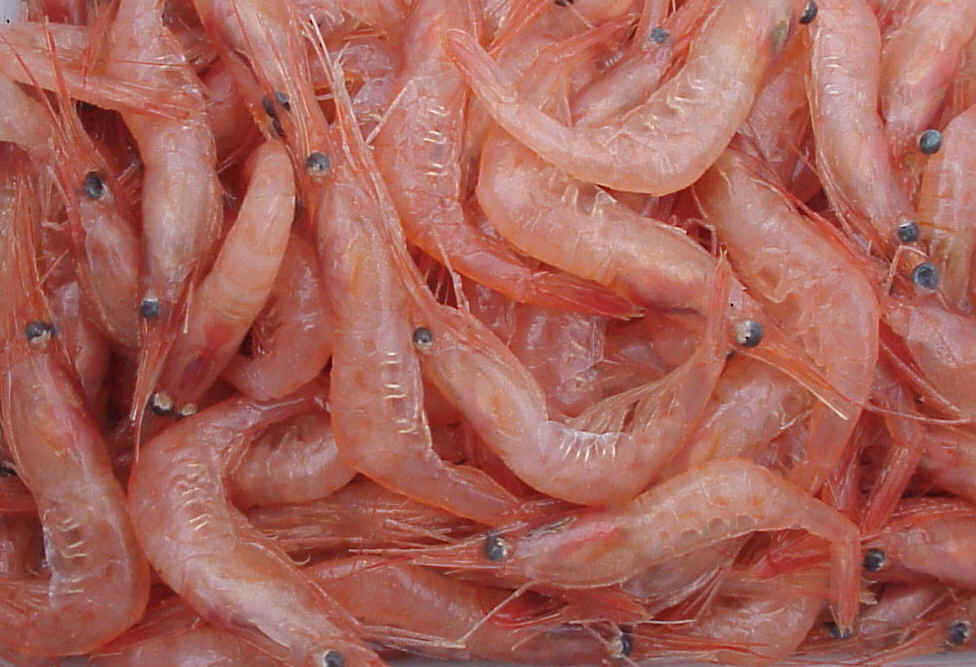
El quitosano comercial proviene de las 'cáscaras' de los crustáceos, como puede ser de gambas, incluyendo el Pandalus borealis, representado en la figura.

El quitosano, también llamado chitosán (del griego χιτών "coraza"), es un biopolímero de aminopolisacáridos, compuesto por unidades distribuidas aleatoriamente de β-(1-4) D-glucosamina (unidades desacetiladas) y N-acetil-D-glucosamina (unidad acetilada). Esta sustancia fue descubierta en el año 1859. Se puede usar en agricultura como fungicida y en la industria vitivinícola para evitar el deterioro del vino. En medicina se usa a veces como añadido en vendajes para reducir el sangrado, debido a sus propiedades antihemorrágicas y antimicrobianas.

## Síntesis y preparación industrial

Fórmula química del quitosano en la proyección de Haworth.

El quitosano se produce comercialmente mediante la desacetilación parcial de la quitina, que es un elemento estructural en el exoesqueleto de los crustáceos (cangrejos, gambas, langostas , etc),  así como en insectos.También se encuentra en las paredes celulares de hongos, como los pertenecientes al género Zygomycetes, en algas verdes como Chlorella sp., así como en algunas levaduras y protozoos. El grado de desacetilación (DA) puede ser determinado por espectroscopia NMR, o por espectroscopia Infrarroja con Transformada de Fourier (IR-TF): en los quitosanos está en el rango de 60-100%. 
El grupo amino en el quitosano tiene un valor pKa que ronda los 6,5, razón por la cual posee una ligera carga positiva y es soluble en medios ácidos o en soluciones neutras con dependencia de la carga del pH y del valor DA. En otras palabras, es un bioadhesivo y puede ligarse a las superficies cargadas negativamente tales como las membranas mucosas. Debido a esta propiedad física, permite el transporte de principios activos polares a través de las superficies epiteliales, siendo además biocompatible,  biodegradable y no tóxico para las células de mamífero, características que hacen de este biopolímero un material valioso en aplicaciones farmacéuticas, biomédicas e industriales.
El quitosano y sus derivados, como el trimetilquitosano (compuesto en el que el grupo amino ha sido trimetilado), han sido empleados en el transporte de genes no víricos. El trimetilquitosano o, incluso, el quitosano cuaternizado se han mostrado capaces de hacer transfección de las células malignas del cáncer de pecho.

## Usos
El quitosano se emplea principalmente como una ayuda en el crecimiento de las plantas, debido a sus propiedades como sustancia que permite promover la defensa de las plantas contra infecciones provocadas por hongos. Su uso ha sido aprobado por muchos cultivadores de plantas de interior y exterior. El principio activo se ha encontrado en los caparazones de los crustáceos, tales como langostas, cangrejos y gambas, así como en otros organismos con exoesqueleto. Dado su bajo índice de toxicidad y su abundancia en el medio ambiente, no es de esperar que dañe al organismo ni a los animales de compañía, siempre que se emplee de acuerdo con las indicaciones establecidas. El quitosano ha sido utilizado para la coagulación de caseínas de leche y producción de quesos de bajo contenido calórico.
El quitosano se emplea en la filtración y depurado de aguas, allí donde es necesario eliminar partículas en suspensión de un líquido; en combinación con la bentonita, gelatina, gel de sílice, el isinglass, la cola de pescado u otros agentes ligantes se emplea en la clarificación del vino y de la cerveza. Añadido tras el proceso de vertido, mejora la floculación y arrastra las células de levadura, partículas procedentes de las frutas y otros detritus que disminuyen la calidad del vino. Puede combinarse con sílice coloidal para el tratamiento y floculación de vinos blancos debido a que no requiere de taninos ácidos (encontrados principalmente en los vinos tintos).
El quitosano tiene aplicaciones en la fabricación de materiales con diversas propiedades físicas y químicas. Emulando las estructuras de la piel de un insecto capaz de cambiar la elasticidad de su coraza (Rhodnius prolixus).

## Usos médicos
El quitosano se ha autorizado recientemente en Europa y Estados Unidos como procoagulante tópico en vendajes y otros agentes antihemorrágicos.
Aunque algunas empresas lo publicitan como agente dietético, la revisión de las pruebas clínicas realizadas no apoya su uso en ningún tipo de terapia para reducir peso. La FDA ha enviado cartas de aviso a los comerciantes que publicitan impropiamente beneficios médicos de productos con quitosano.